# Contax-G-System
Das Contax-G-System ist ein Kamerasystem der Firma Kyocera, dessen Kameras G1 (eingeführt 1994) und G2 (eingeführt 1996) Kleinbild-Messsucherkameras mit Autofokus waren. Die Produktion wurde gemeinsam mit der gesamten Kameraproduktion von Kyocera 2005 eingestellt. Die G2 stellte eine Weiterentwicklung der G1 dar und wies erweiterte Bedienmöglichkeiten und verbesserte technische Merkmale auf.

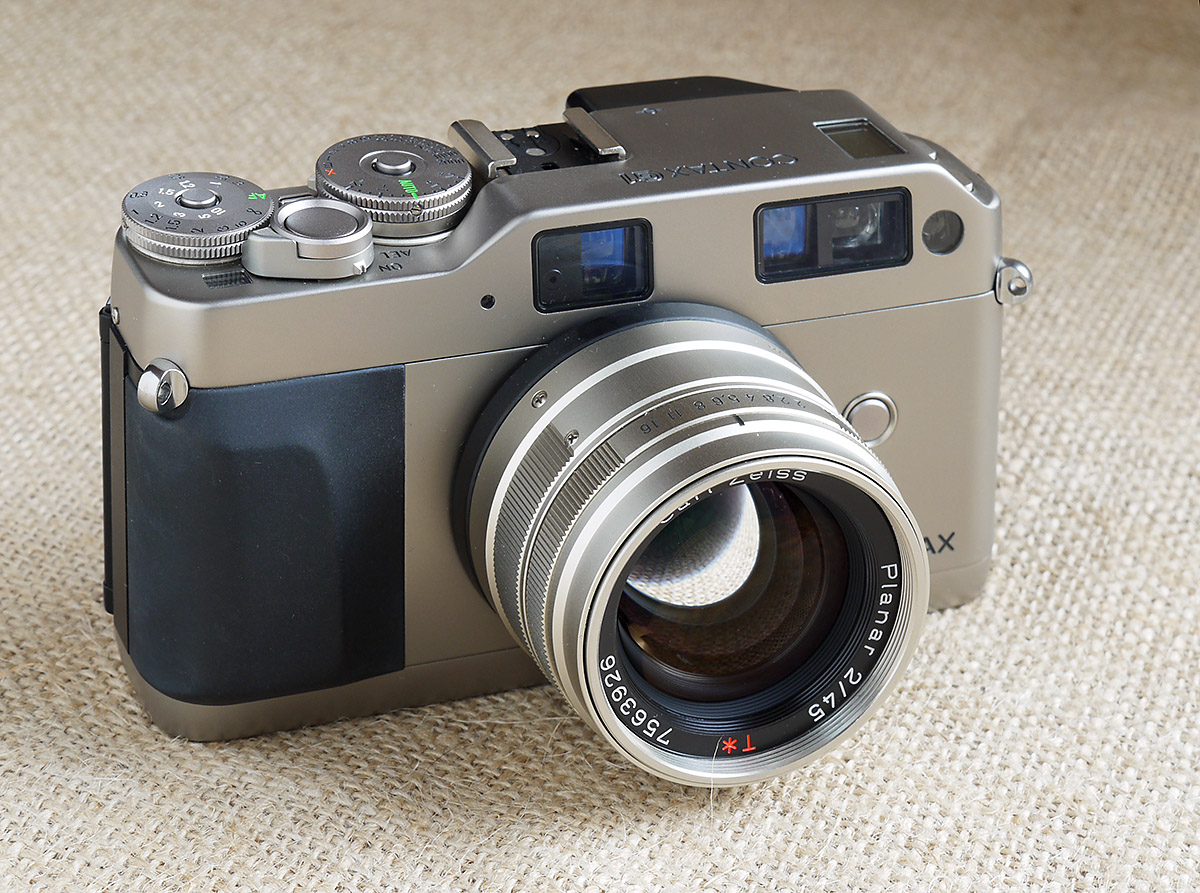
Contax G1 mit Carl Zeiss Planar 45mm/2,0

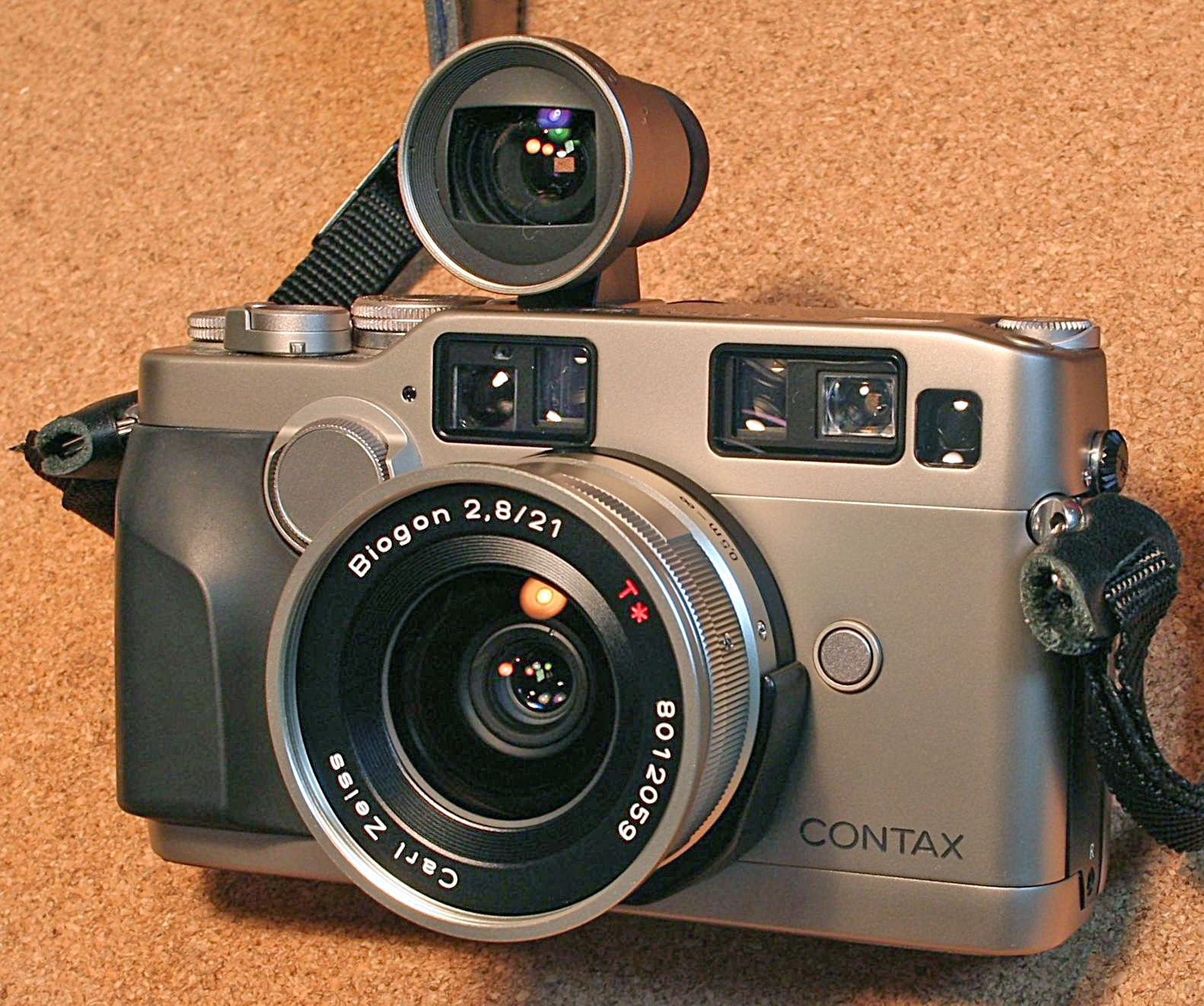
Contax G2 mit Carl Zeiss Biogon 21mm/2,8 und Aufstecksucher

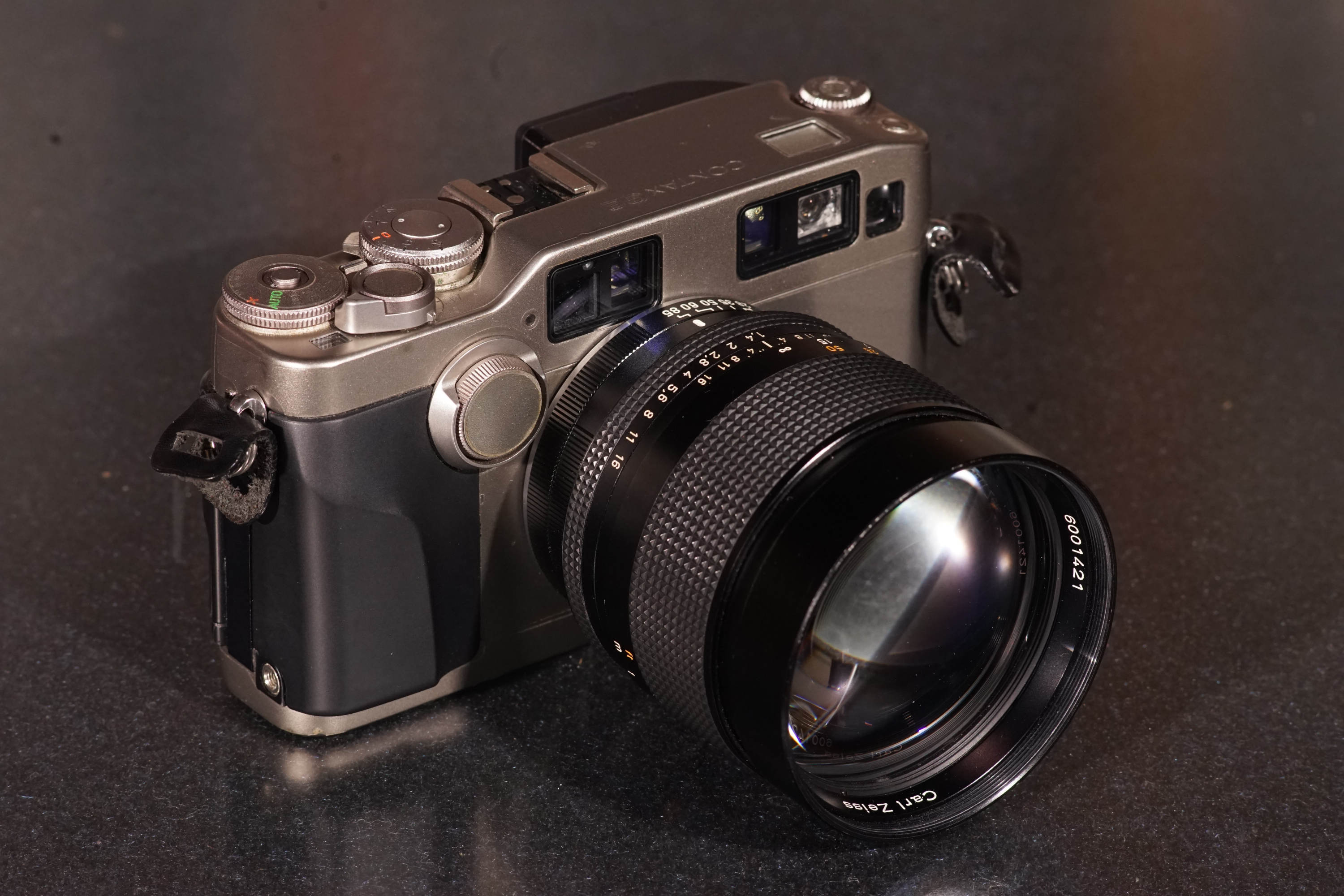
Contax G2 mit adaptiertem Carl Zeiss Planar 85 mm/1,4 (Contax/Yashica-Anschluss)

Die Kameras genossen einen guten Ruf und waren der erste Versuch seit Jahrzehnten, den Bereich der hochwertigen Sucherkameras mit austauschbaren Objektiven, den zuvor nur noch die Leica-M-Reihe repräsentierte, wiederzubeleben. Der Objektivanschluss war weder zum M-Anschluss von Leica noch zu den alten Contax-Messsucherkameras der Firma Zeiss Ikon (Produktion 1962 eingestellt) kompatibel.
Eine Besonderheit der Contax G ist der Realbildsucher. Dieser passt sich automatisch an die jeweiligen Objektivbrennweiten an und gleicht stufenlos die in der Messsuchertechnik (Sucher getrennt vom Objektiv) entstehende Parallaxenverschiebung aus. Dadurch ist erstmals bei Messsucherkameras auch der Einsatz eines echten Zoom-Objektivs möglich.
Beide Kameras verfügten über einen Schlitzverschluss, eine Autofokus-Messvorrichtung, die auch manuelles Scharfstellen gestattete, einen motorischen Filmtransport, eine gegen eine Datenrückwand austauschbare Rückwand und Belichtungs- und Blitzautomatiken.

## Objektive
Die Konstruktion der Objektive stammt von Zeiss und umfasst insgesamt die folgenden sieben Objektive:
- Hologon T* 16 mm 1:8,0; 5 Linsen in 3 Gruppen, feste Blende, mit Aufstecksucher
- Biogon T* 21 mm 1:2,8; 9 Linsen in 7 Gruppen[1], mit Aufstecksucher
- Biogon T* 28 mm 1:2,8; 7 Linsen in 5 Gruppen
- Planar T* 35 mm 1:2,0; 7 Linsen in 5 Gruppen
- Planar T* 45 mm 1:2,0; 6 Linsen in 4 Gruppen
- Sonnar T* 90 mm 1:2,8; 5 Linsen in 4 Gruppen
- Vario-Sonnar T* 35–70 mm 1:3,5–5,6; 13 Linsen in 8 Gruppen. Nur mit der G2 verwendbar.[2]

## Technische Daten

### G1
- Verschluss: elektronisch, 16 s–1/2000 s (X: 1/100 s)
- Selbstauslöser: ja, 10 s
- Passiver Autofokus oder manuelle Scharfeinstellung über Fokussierrad auf Kameraoberseite
- Belichtungsmessung: Zeitautomat, manuell, TTL-Blitzbelichtung; mittenbetonte Messung
- Sucher: Realbild mit Sucherfenster entsprechend dem verwendeten Objektiv zwischen 28 und 90 mm
- Filmtransport: motorisch, max. 2 Bilder/s
- Gewicht: 460 g
- Maße: 133 mm × 77 mm × 42 mm

### G2
- Verschluss: elektronisch, 16 s–1/6000 s (X: 1/200 s)
- Selbstauslöser: ja, 10 s
- Passiv/Aktiver Autofokus oder manuelle Scharfeinstellung über Fokussierrad auf Kameravorderseite
- Belichtungsmessung: Zeitautomat, manuell, TTL-Blitzbelichtung; mittenbetonte Messung
- Sucher: Realbild mit Sucherfenster entsprechend dem verwendeten Objektiv zwischen 28 und 90 mm
- Filmtransport: motorisch, max. 4 Bilder/s
- Gewicht: 560 g
- Maße: 139 mm × 80 mm × 45 mm

## Zubehör
- Datenrückwände GD-1 für G1, GD-2 für G2

Die Datenrückwand GD-2 bot zwei Möglichkeiten der Datenaufzeichnung:
- Belichtung bestimmter Daten auf den Steg zwischen zwei Aufnahmen
- Speicherung bestimmter Daten und nachträgliche Belichtung auf die vorher freigehaltenen Bilder 1 und 2 des Filmes

- Blitzgeräte TLA 140, TLA 200

Der Reflektor des Gerätes TLA 200 war auf vier Brennweiten zwischen 28 und 90 mm einstellbar. Das Blitzgerät funktionierte technisch auch an Contax SLR-Kameras, wie auch Contax-SLR-Blitzgeräte an den G-Kameras benutzbar sind.
- Powerpack (Stromversorgung) P-8
- Bajonettadapter GA-1, mit dessen Hilfe Objektive mit dem Anschluss der Contax/Yashica-SLR an der G1/G2 genutzt werden können; gestützt auf die Messung der Kamera wird die Entfernung am Objektiv manuell eingestellt. Möglich war diese Messung offiziell mit allen Objektiven unter 66 mm Tubus-Durchmesser; in der Praxis funktioniert sie an der G2 bis hinauf zum Planar 2,0/135 mm mit 76 mm Durchmesser.
- Verschiedene spezielle Taschen, Objektivdeckel und Filter